# Podział dwuosiowy

Podział dwuosiowy na podstawie diagramu Nolana

Podział dwuosiowy, diagram Nolana – podział sceny politycznej, uwzględniający dwa typy poglądów – jedną oś stanowią poglądy gospodarcze oparte na stopniu ingerencji państwa (etatyzm vs wolność gospodarcza), drugą oś stanowią poglądy społeczne (konserwatyzm vs liberalizm światopoglądowy). Twórcą systemu był David Nolan.